# Мцхета-Мтіанеті
Мцхе́та-Мтіане́ті (груз. მცხეთა-მთიანეთი) — мхаре (край) у північній Грузії; адміністративний центр — Мцхета. Мцхета-Мтіанеті складається з п'яти муніципалітетів: 
- Ахалґорі[en][1];
- Душеті;
- Казбеґі;
- Мцхета;
- Тіанеті.

## Гори на честь українців
У краї знаходиться гора Степана Бандери, 4272 метри над рівнем моря, на південь від Казбека (5034 м), підкорена і названа альпіністами із Львова та Тернополя 29 липня 2012 року, а також гора митрополита Андрея Шептицького. Існували плани назвати вершини на честь Папи Івана Павла II, Юрія Вербицького.